# Minna Craucher

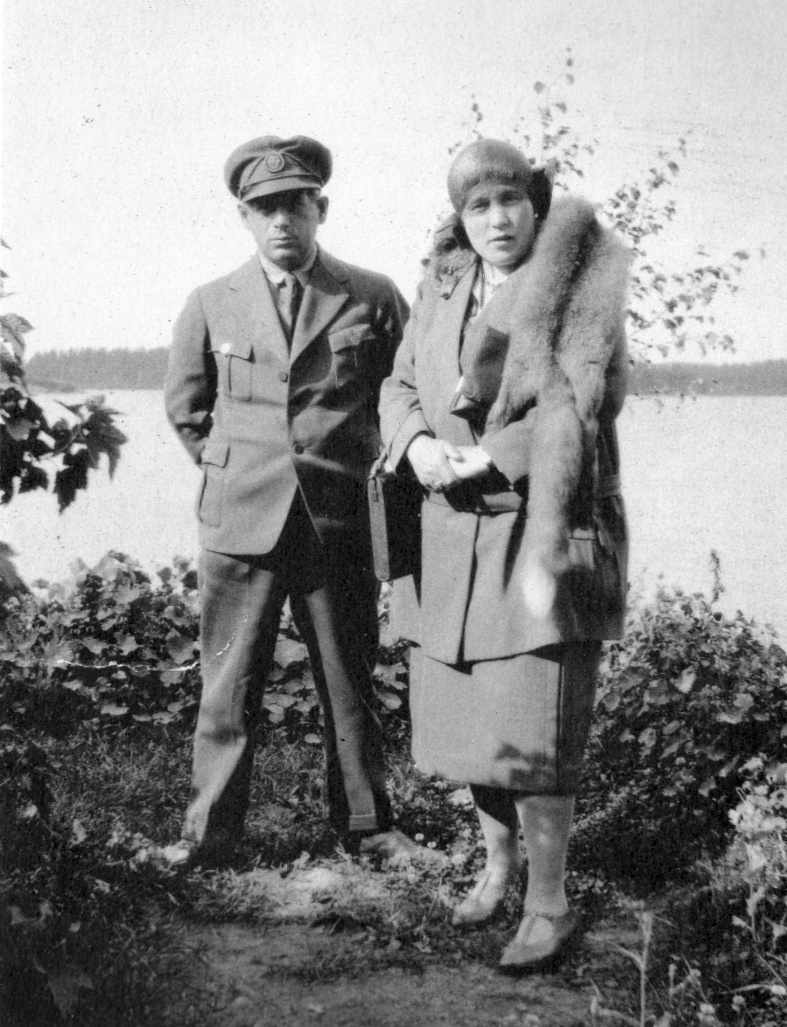
Minna Craucher (till höger).

Minna Craucher, egentligen Maria Vilhelmiina Lindell, född 23 augusti 1891 i Nokia i Birkala, död 8 mars 1932 i Helsingfors, var en finländsk politisk äventyrerska. 
Minna Craucher var i början av 1900-talet prostituerad i Tammerfors, började begå brott och hade fram till 1923 suttit fyra gånger i fängelse för snatterier. Efter den sista frigivningen utvecklades hon till en svindlartyp av nästan internationellt snitt. Hon antog namnet Minna Craucher. Efter att hon i mitten av 1920-talet hade bosatt sig i Helsingfors, blev hon annonsupptagare och fick därigenom viktiga kontakter i journalist- och författarkretsar. Minna Crauchers litterära salong blev snart ett begrepp bland yngre författare, och fick låna sina lätt igenkännliga drag åt flera gestalter i epokens finska litteratur. 
Efter att Lapporörelsen påbörjat sin verksamhet 1929, började hon samla in medel till dess verksamhet och fick ett växande inflytande över ledaren Vihtori Kosola. Detta väckte missnöje hos vissa och några dagar efter Mäntsäläupproret mördades hon av en revolverman. Alla omständigheter kring mordet har inte kunnat klarläggas, trots att en gärningsman blev gripen och dömd.